# Ogoveidae
Ogoveidae – rodzina pajęczaków z rzędu kosarzy i podrzędu Cyphophthalmi zawierająca tylko 3 opisane gatunki z jednego rodzaju: Ogovea.

## Budowa ciała
Długość ich ciała wynosi od 3 do 5 mm. Kosarze te są bezokie. Obie płcie wyposażone są w struktury nabłonkowe znajdujące się na nogach, coxae oraz opistomalne pole sternalne zwane narządem Hansena. Nogogłaszczki posiadają silnie zmodyfikowane.

## Występowanie
Kosarze te występują w lasach deszczowych zachodniej części Afryki Środkowej na terenie Kamerunu (O. cmeroonensis), Kongo (O. grossa) oraz na wyspie Bioko (O. nasuta).

## Nazwa
Nazwa rodzajowa brzmiała pierwotnie Ogovia Hansen & Sørensen, 1914, później zmieniona została na Ogovea. Pochodzi ona od nazwy rzeki Ogowe w Kongo, gdzie odkryto pierwszy z gatunków.

## Systematyka
Rodzina liczy 3 gatunki należące do jednego rodzaju. Należący tu wcześniej gatunek Huitaca ventralis znajduje się obecnie w rodzinie Neogoveidae.
- Ogovea cameroonensis Giribet & Prieto, 2003
- Ogovea grossa (Hansen & Sørensen, 1914)
- Ogovea nasuta (Hansen, 1921)